# Klaus Ganter
Klaus Ganter (* 10. April 1945 in Blasiwald; † 5. Oktober 1969 in Beromünster) war ein deutscher Skilangläufer.
Ganter, der für den SC Menzenschwand startete, wurde in den Jahren 1966 und 1967 bei den deutschen Meisterschaften jeweils Zweiter mit der Verbandsstaffel. Zudem errang er bei den Nordischen Skiweltmeisterschaften 1966 in Oslo den 39. Platz über 15 km. In der Saison 1967/68 wurde er bei den deutschen Meisterschaften Vierter mit der Verbandsstaffel und belegte bei den Olympischen Winterspielen 1968 in Grenoble erneut den 39. Platz über 15 km. Im Oktober 1969 kam er bei einem Fallschirmsprungunfall in der Schweiz ums Leben.